# John Stonehouse

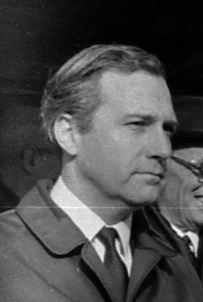
John Stonehouse 1967

John Thomson Stonehouse (Pseudonym: James Lund; * 28. Juli 1925 in Southampton; † 14. April 1988 in Totton and Eling, Hampshire) war ein britischer Politiker und Staatssekretär unter Harold Wilson. Allgemein bekannt wurde Stonehouse 1974 durch seinen erfolglosen Versuch, den eigenen Tod vorzutäuschen.

## Leben

### Ausbildung und frühe Karriere
Stonehouse wurde an der Taunton’s Secondary School in Southampton und der London School of Economics and Political Science ausgebildet. Als Ökonom beschäftigte er sich mit Genossenschaften und war von 1952 bis 1962 Manager afrikanischer kooperativer Gesellschaften in Uganda. Er war Direktor (1956–62) und Präsident (1962–64) der Konsumgenossenschaft London Co-operative Society.

### Parlamentsabgeordneter
Stonehouse wurde erstmals 1957 als Labour-Kandidat in der Nachwahl in Wednesbury gewählt, nachdem er zuvor erfolglos 1950 in Twickenham und 1951 in Burton upon Trent kandidiert hatte. Er war in der Folge Unterstaatssekretär für Luftfahrt, danach im Kolonialamt, dann Postminister (zuerst Postmaster General, dann Minister of Posts and Telecommunications) unter Harold Wilson bis zur Abschaffung des Postens 1969. Als Labour die Wahlen 1970 verlor, übernahm ihn Wilson nicht in sein Schattenkabinett. Nachdem sein Wahlkreis Wednesbury 1974 gestrichen wurde, kandidierte er im Wahlkreis Walsall North und wurde dort ebenfalls gewählt.

### Wirtschaftliche Interessen
Nach 1970 gründete Stonehouse diverse Firmen. Ab 1974 waren diese in finanziellen Schwierigkeiten, und Stonehouse begann, die Bücher zu manipulieren. Als ihm klar wurde, dass das Wirtschaftsministerium seinen Fall untersuchte, entschied er sich zur Flucht. Britische Geheimdokumente, die 2005 freigegeben wurden, legen nahe, dass Stonehouse Monate damit verbrachte, für seine neue Identität zu üben – die von Joseph Markham, dem verstorbenen Gatten einer Frau aus seinem Wahlbezirk.

### Vortäuschung des eigenen Todes
Stonehouse täuschte bis zu seinem angeblichen Selbstmord Normalität vor. Am 20. November 1974 hinterließ er an einem Strand in Miami seine Kleider und machte sich auf den Weg nach Australien. Während er für tot gehalten wurde und Nachrufe erschienen, wollte Stonehouse mit seiner Sekretärin und Geliebten Sheila Buckley ein neues Leben in Melbourne beginnen. Allerdings wurde er schon ein paar Wochen nach seinem „Selbstmord“, am 24. Dezember 1974, von der australischen Polizei nach einem Hinweis eines Postbeamten verhaftet. Diesem war „Joseph Marksman“, der sich laufend nach Briefen aus Großbritannien erkundigte, wegen seiner aristokratischen Erscheinung und seiner guten Manieren aufgefallen. Man hielt ihn daher für den ebenfalls kurz zuvor verschwundenen Lord Lucan. Noch in Australien bewarb er sich um die Chiltern Hundreds (einer der Wege für einen britischen Parlamentsabgeordneten, zurückzutreten), unterzeichnete das Gesuch aber nie.
Die australischen Behörden zögerten zunächst, einen britischen Abgeordneten auszuliefern. Nach sechs Monaten wurde er gleichwohl abgeschoben, obwohl er in der Zwischenzeit Asyl in Schweden und Mauritius beantragt hatte. Im Juni 1975 war er wieder in England, wo er bis August im Brixton-Gefängnis festgehalten wurde. Er war weiterhin als Abgeordneter aktiv, da die Labour-Partei ihn trotz der Umstände nicht ausschloss. Im April 1976 verkündete er, sich nicht mehr an den Fraktionszwang zu halten, was Labour die parlamentarische Mehrheit kostete und sie zu einer Minderheitsregierung machte. Einige Tage später trat er zur English National Party über.

### Vor Gericht
Im folgenden Prozess übernahm Stonehouse seine eigene Verteidigung. Er wurde wegen Betruges schuldig gesprochen und zu sieben Jahren Haft verurteilt. Seine Haft saß er in Wormwood Scrubs ab, wo er sich darüber beschwerte, dass in der Anstaltswerkstatt, in der er arbeiten musste, Radiostationen mit Popmusik gespielt wurden. Am 28. August 1976 konnte er endlich überredet werden, als Abgeordneter und Angehöriger des Privy Councils (Kronrat) zurückzutreten – nur drei Personen sind im 20. Jahrhundert freiwillig aus dem Privy Council ausgeschieden. Die Nachwahl um seinen Wahlkreis wurde von Robin Hodgson, einem Angehörigen der Konservativen Partei, gewonnen.

### Nach der Entlassung
Stonehouse wurde 1979, nach drei Herzinfarkten und einer Herzoperation, vorzeitig aus der Haft entlassen. Danach arbeitete er einige Jahre für die Ost-Londoner Wohltätigkeitsorganisation Community Links. Stonehouse schrieb einige Romane und starb 1988 nach kurzer Krankheit an einem Herzinfarkt.
2023 strahlte der britische Fernsehkanal ITV1 die weitgehend auf Fakten beruhende dreiteilige Serie „Stonehouse“ aus. Am 22. Februar 2024 wurde die Miniserie auf Arte ausgestrahlt.

### Familie
In erster Ehe war Stonehouse von 1948 bis 1978 mit Barbara Joan Smith verheiratet, sie hatten drei Kinder: Jane, Julia und Mathew. Im Jahr 1981 heiratete er seine Geliebte Sheila Buckley, geb. Black, und 1982 bekamen sie den Sohn James William John. 